# 金玉彬
金玉彬（韓語：김옥빈，1987年1月3日—），韓國著名動作片女演員。

## 簡歷
金玉彬在影壇一向以「女打仔」的形象著名，因為她本身就擁有跆拳道二段和合氣道三段的資格，並擅長拳擊與泰拳，使她成為韓國最頂尖的動作女演員之一。代表作電影《惡女》開篇就是她長達10分鐘的長鏡頭武打戲，金玉彬也隨此片踏上第70届戛纳电影节紅毯並獲得大鐘獎、青龍電影獎、百想藝術大賞最佳女主角的提名。
而Netflix《戀愛大戰》則是她從影18年來首次出演浪漫喜劇，作品的迴響也再次肯定她多面貌的演技。

## 影視作品

### 劇集
| 年份   | 播放平台 | 劇名                       | 角色         | 備註       |
| 2005年 | SBS      | 河內新娘                   | 李娣芙       | 中秋特辑   |
| 2006年 | KBS2     | 你好，上帝                 | 徐恩惠       | 主演       |
| 2006年 | MBC      | 飛越彩虹                   | 鄭熙秀       | 配角       |
| 2007年 | SBS      | 錢的戰爭 (番外篇)          | 李秀英       | 主演       |
| 2008年 | SBS      | On Air                     |              | 客串第11集 |
| 2013年 | KBS2     | 劍與花                     | 無影         | 主演       |
| 2014年 | JTBC     | 宥娜的街                   | 姜宥娜       | 主演       |
| 2018年 | OCN      | 小神的孩子們               | 金壇／尹昭利 | 主演       |
| 2019年 | tvN      | 阿斯達年代記               | 太遏何       | 主演       |
| 2021年 | OCN、tvN | 黑洞                       | 李華善       | 主演       |
| 2023年 | Netflix  | 恋爱大战                   | 呂美蘭       | 主演       |
| 2023年 | tvN      | 阿斯達年代記：阿拉姆恩之劍 | 太遏何       | 主演       |

### 電影
| 年份   | 片名                 | 角色               | 備註             |
| 2005年 | 女高怪談4：聲音      | 英妍               | 主演             |
| 2006年 | 多細胞少女           | 遇到许多困难的少女 | 主演             |
| 2006年 | Arang                | 高中女生           | 客串             |
| 2008年 | 1724妓房動亂事件     | 雪智               | 主演             |
| 2009年 | 蝙蝠：血色情慾       | 太珠               | 主演             |
| 2009年 | 女演員們             | 金玉彬             | 主演             |
| 2011年 | 高地戰               | 車泰京             | 主演             |
| 2012年 | 屍竊行動             | 韓東華             | 主演             |
| 2013年 | 說閒話：導演瘋了     | 金玉彬             | 主演             |
| 2013年 | 11:00                | 徐英恩             | 主演             |
| 2015年 | 少數意見             | 孔秀景             | 主演             |
| 2017年 | 惡女                 | 淑熙               | 主演             |
| 2018年 | 一級機密             | 金貞淑             | 主演             |
| 2022年 | 一场春梦（일장춘몽） | 白貂               | 主演 YouTube短片 |

### MV
| 年份   | 歌手   | 曲名              | 備註     |
| 2004年 | 李承哲 | 無情              |          |
| 2006年 | 朴正炫 | 危險的傳說        |          |
| 2007年 | Zia    | 守護天使          | 與申鉉濬 |
| 2007年 | Zia    | 一動不動          | 與申鉉濬 |
| 2007年 | Zia    | 就像我心中的星星  |          |
| 2011年 | Schizo | BOMB! BOMB! BOMB! |          |

## 音樂作品
| 年份   | 專輯名稱        | 歌曲名稱                                      |
| 2006年 | 《飛越彩虹》OST | Start                                         |
| 2012年 | OK PUNK         | 曲目 1. UGLY 2. I’m Ok 3. Not The End 4. 可以 |

## 綜藝節目
| 日期                        | 平台 | 節目名稱      | 性質     | 備註     |
| 2006年11月25日              | Mnet | Mnet KM音樂節 | 主持人   | 與申東燁 |
| 2011年12月15日—2012年3月1日 | Mnet | OK Punk！     | 樂隊成員 |          |
| 2016年5月27日、28日         | SBS  | 希望電視SBS   | 志願者   | 公益活動 |
| 2025年2月27日—              | SBS  | 叢林飯2       | 固定出演 | [ 13 ]   |

## 獎項與提名
| 年份   | 頒獎典禮                 | 獎項                      | 作品                       | 结果 |
| 2005年 | 第26届青龍電影獎         | 最佳女新人                | 女高怪談4：聲音            | 提名 |
| 2006年 | 第42届百想藝術大獎       | 電影部門 女新人獎         | 女高怪談4：聲音            | 提名 |
| 2006年 | 第33届MBC演技大獎        | 女子新人獎                | 飛越彩虹                   | 提名 |
| 2006年 | 第33届MBC演技大獎        | PD獎                      | 飛越彩虹                   | 獲獎 |
| 2006年 | 第20届KBS演技大獎        | 女子新人獎                | 你好，上帝                 | 提名 |
| 2009年 | 第45届百想藝術大獎       | 電影部門 女新人獎         | 1724妓房動亂事件           | 提名 |
| 2009年 | 第17届春史電影獎         | 最佳女主角獎              | 蝙蝠：血色情慾             | 提名 |
| 2009年 | 第42届西班牙錫切斯電影節 | 最佳女主角獎              | 蝙蝠：血色情慾             | 獲獎 |
| 2009年 | 第30届青龍電影獎         | 最佳女主角獎              | 蝙蝠：血色情慾             | 提名 |
| 2010年 | 第7届Max Movie最佳电影獎 | 最佳女主角獎              | 蝙蝠：血色情慾             | 提名 |
| 2010年 | 第46屆百想藝術大獎       | 電影部門 最佳女主角獎     | 蝙蝠：血色情慾             | 提名 |
| 2010年 | 第46屆百想藝術大獎       | 電影部門 女子人氣獎       | 蝙蝠：血色情慾             | 提名 |
| 2013年 | 第27届KBS演技大獎        | 女子中篇劇優秀演技獎      | 劍與花                     | 提名 |
| 2014年 | 第3屆APAN Star Awards    | 長篇電視劇 女子優秀演技獎 | 宥娜的街                   | 獲獎 |
| 2015年 | 第51屆百想藝術大獎       | 電視部門 最佳女主角獎     | 宥娜的街                   | 提名 |
| 2016年 | 第21届春史電影獎         | 最佳女配角獎              | 少數意見                   | 提名 |
| 2017年 | 第54届大鐘獎             | 最佳女主角獎              | 惡女                       | 提名 |
| 2017年 | 第38屆青龍電影獎         | 最佳女主角獎              | 惡女                       | 提名 |
| 2018年 | 第54屆百想藝術大獎       | 電影部門 最佳女主角獎     | 惡女                       | 提名 |
| 2018年 | 第23届春史電影獎         | 最佳女主角獎              | 惡女                       | 獲獎 |
| 2023年 | 第九屆APAN Star Awards   | 長篇連續劇 女子優秀演技獎 | 阿斯達年代記：阿拉姆恩之劍 | 獲獎 |

## 外部連結
- 金玉彬的Instagram帳戶
- 金玉彬在NAVER上的资料
- 金玉彬在Daum上的资料
- 金玉彬在HanCinema的頁面（英文）
- 金玉彬在韩国电影数据库（KMDb）上的資料（韓語）